# Majdan (przystanek kolejowy w obwodzie iwanofrankiwskim)
Majdan (ukr. Майдан, ros. Майдан) – przystanek kolejowy w pobliżu miejscowości Majdan, w rejonie iwanofrankiwskim, w obwodzie iwanofrankiwskim, na Ukrainie. Położony jest na linii dawnej Galicyjskiej Kolei Transwersalnej.